# Chiclets
Chiclets es una marca de chicles recubierta de caramelo, creada en 1899 y comercializada por Cadbury Adams, actualmente una división de Mondelēz International. Los colores de los chiclets son: amarillo, verde, naranja, rojo, blanco, púrpura, rosa y azul.

## Historia
Chiclets, como empresa, fue creada en el año 1899, durante los primeros años de la compañía estadounidense de producción de las goma de mascar, American Chicle Company, que debido a múltiples adquisiciones y las ventas por separado, paso a los años a manos Cadbury Adams. 
Varias personas se han acreditado equivocadamente, como el inventor de Chiclets incluyendo: los hermanos Robert Fleer y Frank Fleer, y Louis Mahle. Aunque la goma de mascar, si es acreditada a su descubridor, Thomas Adams.
El sabor modificado era Mentha piperita (menta) pero muchos sabores han sido añadidos e interrumpidos sobre las décadas desde la introducción.
El sabor de fruta surtida estuvo disponible en Turquía, Argelia, Canadá, Egipto, Emiratos árabes Unidos, India, Líbano, Siria, República Dominicana, Reino Unido y partes de América Latina como Argentina, Chile, Colombia, Guatemala, México, Uruguay y Perú pero ya no esta del todo disponible en la mayoría de lugares. 
En América Latina, y Tailandia los Chiclets se producen, pero la marca se ha ampliado para incluir a varios formatos como en forma de "tira" o "esfera". La producción en general de América Latina empezó a partir de los años cincuenta.  
En el año 1946 se abre una planta de producción ubicada en Caracas. En el año 1997 la multinacional Warner Lambert propietaria de la marca en aquel momento decide trasladar la producción a Colombia como parte de una decisión estratégica de agrupar la producción latinoamericana en tres grandes centros. Ello fue en parte consecuencia de la crisis financiera de 1994 de la banca en Venezuela, lo cual obligó a muchas empresas a cerrar o emigrar hacia fuera de Venezuela.  
En 2015 la planta de Cali, Colombia cerraría tras operar por 50 años, estas operaciones pasarían a producirse en México.

## Presentaciones

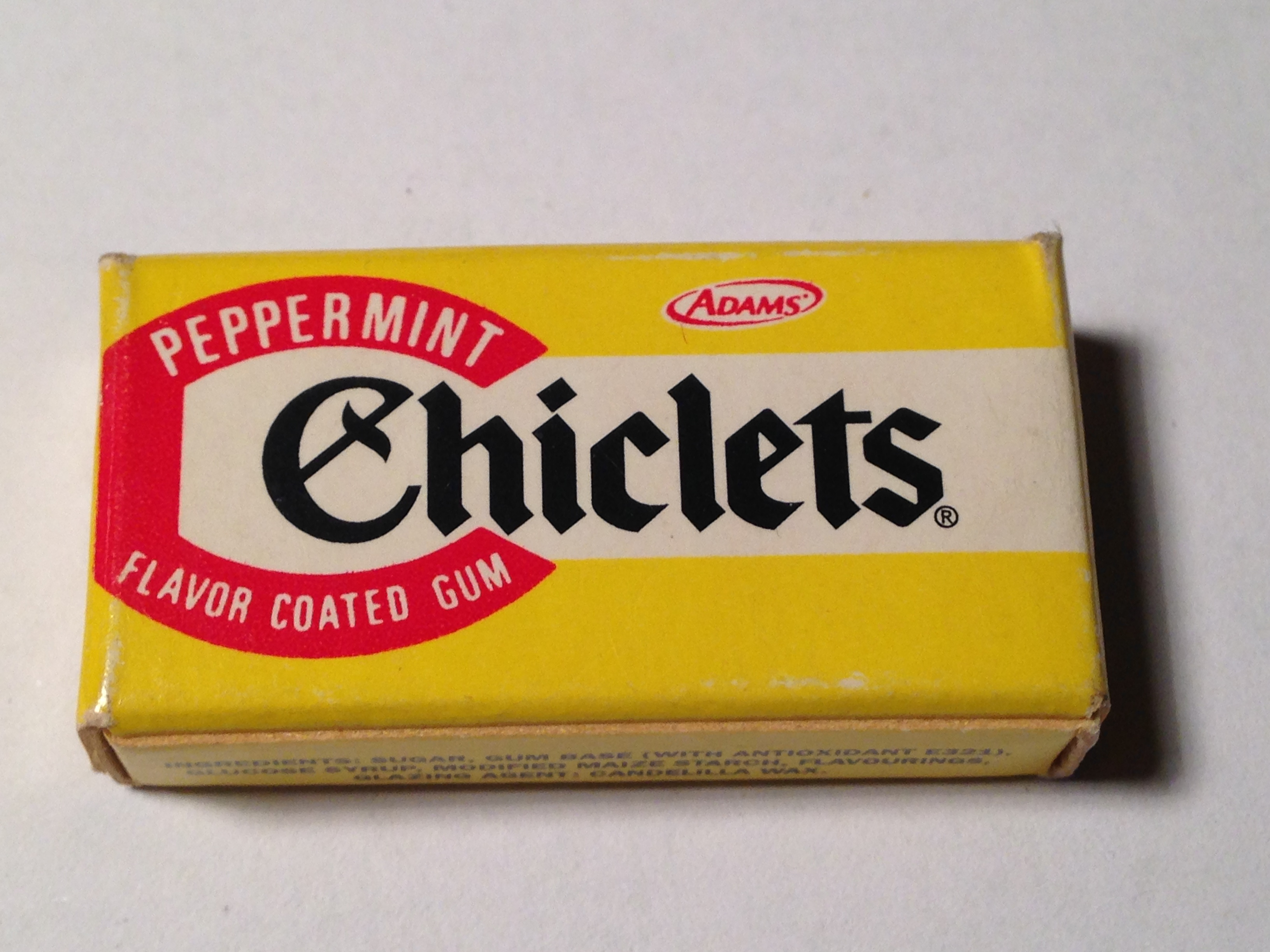
Paquete de muestra promocional.

Vienen en cajetillas de distintos colores que identifican cada sabor, a saber:
- Amarillo = Menta*
- Rojo = Canela*
- Verde = Hierbabuena*
- Naranja = Naranja
- Magenta = Fresa
- Rosa = Tutti frutti
- Azul = Mentolado*
- Multicolor = Sabores surtidos

*A pesar del color del empaque las pastillas son blancas.
También hay una variedad de pastillas verdes llamada Clorets, las cuales contiene clorofila y se emplean contra el mal aliento.

## En la cultura popular

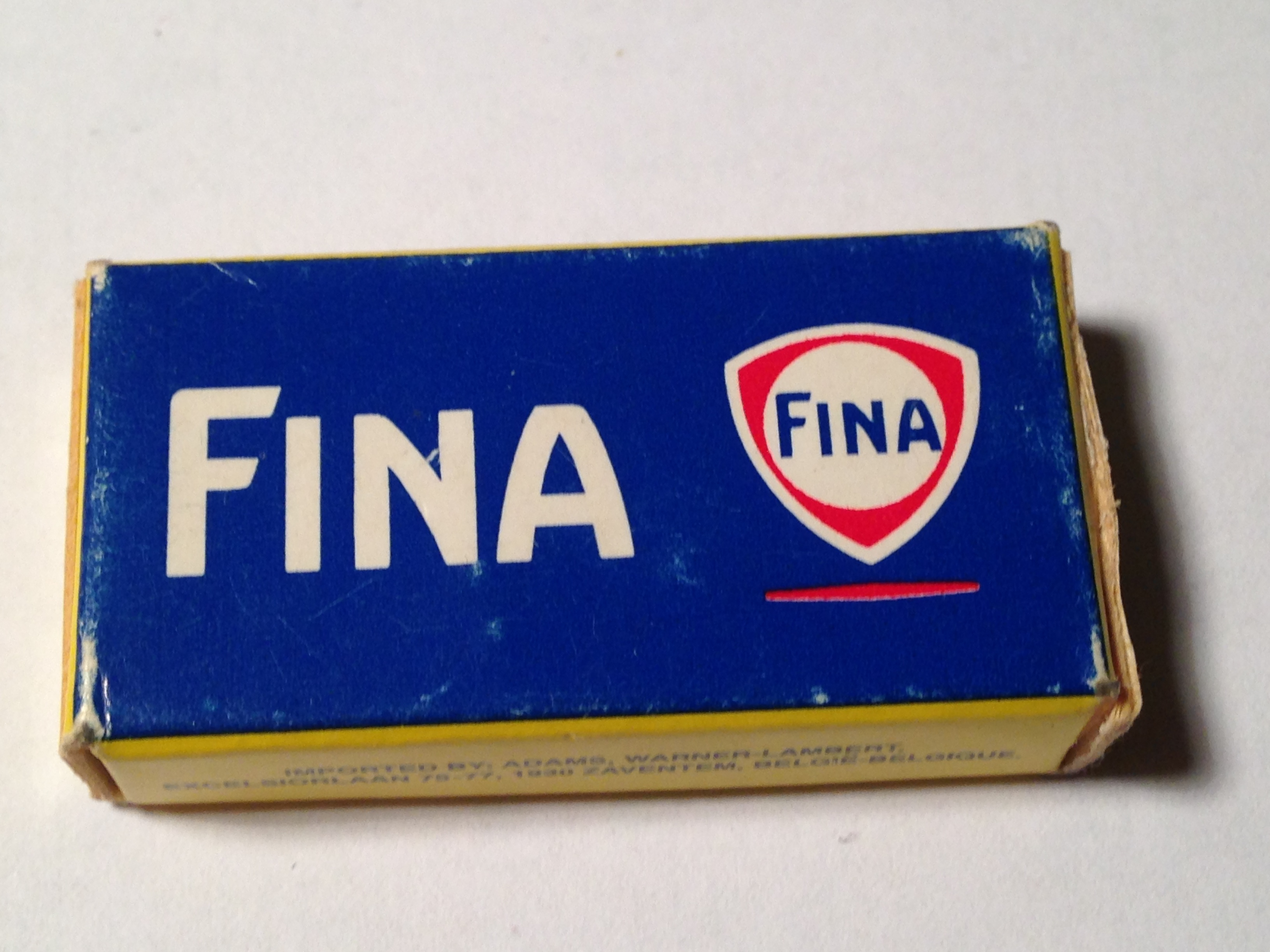
Lado trasero del paquete.

La goma de mascar en sí es parte de la cultura pop estadounidense y del mundo, frecuentemente es utilizado para lo siguiente:
- La blanca goma que es recubierta de azúcar puede cuadrar en referencia hacia unos dientes blancos impecables, de donde provendría una jerga que es "dar a alguien la boca llena de Chiclets".
- Chiclets también se utiliza para referirse a un número de artículos de forma rectangular con una esquina circular
- El producto tuvo una versión promocional de 2 piezas que se distribuyeron en las gasolineras durante los años sesenta hasta los años ochenta.
- En la producción brasilera este pequeño empaque se vende hoy en día con los sabores de menta y Tutti frutti.
- De 1928 a 1932 hubo un equipo de la compañía en la Liga Mexicana de Béisbol llamado Chiclets Adams de México. Obtuvieron un título de liga en 1929.
- En Venezuela el eslogan publicitario reza "Lleva Chiclets Adams, lleva el sabor"